# Caberea enzoi
Caberea enzoi is een mosdiertjessoort uit de familie van de Candidae. De wetenschappelijke naam van de soort is voor het eerst geldig gepubliceerd in 1984 door Gordon.